# Třebusice
Třebusice település Csehországban, a Kladnói járásban. Třebusice Koleč, Knovíz, Dřetovice, Brandýsek, Želenice, Zvoleněves és Slatina településekkel határos. Lakosainak száma 490 fő (2024. január 1.).

## Népesség
A település lakosságának változását az alábbi diagram mutatja:
| Lakosok száma | 412  | 563  | 678  | 512  | 453  | 477  | 503  | 511  | 484  | 490  |
|               | 1869 | 1890 | 1921 | 1950 | 1980 | 2001 | 2017 | 2019 | 2022 | 2024 |